# Cécile Ousset
Cécile Ousset (Tarbes, 23 de enero de 1936) es una pianista francesa.

## Biografía
Última de una familia con siete hijas, es originaria del pueblo de Ferrère, en el valle de Barousse (Hautes-Pyrénées), del cual su padre, el coronel Alexandre Ousset, fue alcalde en los años 50.
Cécile da su primer recital a la edad de cinco años. Más tarde estudia en el Conservatorio de París con Marcel Ciampi. A los catorce años obtiene su primer premio de piano, el de la promoción 1950. Después consigue numerosos concursos internacionales como el Concurso internacional Marguerite-Long-Jacques-Thibaud en París y el cuarto premio del Concurso musical internacional Reina Élisabeth de Bélgica en 1956, donde los otros premiados fueron Vladimir Ashkenazy (primer premio), John Browning, Lazar Berman, Tamás Vásáry y Peter Frankl. Posteriormente ganará igualmente los concursos Busoni y Van Cliburn.
Ha tocado en el mundo entero y ha grabado un vasto repertorio que incluye los conciertos para piano de Brahms, Grieg, Liszt, Mendelssohn, Schumann, Chaikovski, Prokófiev, Rachmáninov, Ravel y Poulenc en los que fue dirigida por los mejores directores de orquesta, como Kurt Masur, Simon Rattle o Neville Marriner.
Consiguió también el apreciado Gran Premio del Disco de la Academia Charles-Cros por su registro del Segundo concierto para piano de Brahms, bajo la dirección de Kurt Masur.
Cécile Ousset se ha dedicado también a la enseñanza y el seguimiento de jóvenes talentos. Ha participado en numerosas máster-clases en Estados Unidos, Canadá, Europa, Australia y en Asia. Sus propias máster-clases se organizaron desde 1981 en el pueblo medieval de Puycelsi (Tarn). Fue miembro del jurado en numerosos concursos internacionales, como el Van Cliburn, el Rubinstein y los concursos de Leeds o de Bremen.
Son particularmente apreciadas sus interpretaciones y grabaciones de obras de Ravel, Chopin, Liszt, Rachmáninov y Debussy.
En 2006, Cécile Ousset puso fin a su carrera pública por problemas de salud relacionados con su espalda.